# Carles Flotats i Galtés
Carles Flotats i Galtés (Barcelona, 3 de novembre de 1880 - Canet de Mar, Maresme, 10 de novembre del 1949) fou un escultor i imatger català.

## Biografia
Fill de qui fou un dels principals imatgers de temàtica religiosa de finals del segle xix —Joan Flotats i Llucià (1847-1917)— i de Rosa Galtés i Coll. Del seu pare va heretar ofici i vocació, i des de molt nen deixa veure els seus dons per a l'escultura, qualitat que perfecciona estudiant anatomia en l'Hospital Clínic de la ciutat de Barcelona, en la qual s'havien instal·lat els seus pares (ambdós eren de Manresa).
Treballà al taller del seu pare, com ho faria també Llorenç Matamala i Pinyol (1856-1927), principal dels deixebles de Joan Flotats; i gendre d'aquest després, pel fet de casar-se amb la seva filla Caterina. Mentre el seu cunyat Llorenç centrarà la seva carrera en la col·laboració amb Antoni Gaudí (fou cap de modelatge de la Sagrada Família), amb qui també havia treballat Joan Flotats, Carles Flotats mantindrà obert el taller del seu pare una vegada mort aquest en 1917; i desenvoluparà la seva carrera, conjugant la formació rebuda d'ell i en les diferents influències modernistes que marquen el començament del segle xx barceloní. Hereta, també, de Joan Flotats determinats vincles com els que manté amb els jesuïtes o amb la localitat natal d'aquest, Manresa, on treballarà de forma notable.
Carles Flotats, igual que el seu pare, treballa sobretot la imatgeria religiosa, tant en bronze com en pedra i fusta. No es tanca tampoc a l'escultura de temàtica profana, com ho demostra la seva realització en 1930 del bust en bronze del Doctor Pi i Molist, psiquiatre barceloní, davant la clínica del qual va estar durant molts anys aquest monument, que en l'actualitat es troba a un pati interior de la seu municipal del Districte de Nou Barris, de la capital catalana.
Carles Flotats va morir a Canet de Mar, la seva localitat d'adopció —i en la qual un carrer duu el seu nom—, el dia 10 de novembre de 1949.

## Obres
- Bust del Dr. Pi i Molist (Barcelona).
- Relleus de la Vida de Sant Ignasi de Loiola (1915-1918) a la Cova de Sant Ignasi de Manresa, basats en dibuixos de M. Coronas
- Coveta de l'Església de la Societat de Jesús (Manresa, Barcelona).
- Panteons de les famílies Jorbá, Devant i Alter, en el Cementiri de Manresa, Barcelona.
- Àngel monumental de l'entrada del Cementiri de Manresa.
- Monument a Jacint Verdaguer, Monestir de Montserrat (Barcelona).
- Gàrgoles del Castell de Santa Florentina (Canet de Mar, Barcelona).
- San Ignasi de Loiola, Església del Sagrat Cor (Jesuïtes, Barcelona).
- San Francesc Xavier, Església del Sagrat Cor (Jesuïtes, Barcelona).
- Immaculada Concepció, Església del Sagrat Cor (Jesuïtes, Barcelona).
- Immaculada Concepció, Església de Santa Maria de la Seu (Manresa, Barcelona).
- Immaculada Concepció, Capella de les Germanetes dels Pobres (Manresa, Barcelona).
- Immaculada Concepció, Església de Canet de Mar (Barcelona), 1949.
- Santa Bernardette, Claustre de la Catedral de Barcelona.
- Crist Rei, Institut Químic de Sarrià, Barcelona.
- Verge Blanca dels Pirineus, Església del Mercadal (Girona).
- Estació del Viacrucis del Monestir de Montserrat (Barcelona).
- Sant Ignasi de Loiola, Església de Santo Domingo (Múrcia).
- Santíssim Crist de la Victòria, Església de Nostra Senyora de Betlem (Crevillent, Alacant), 1941.
- Santíssim Crist de l'Agonia, Cofradia Marraja, Cartagena, 1942.

Així com nombroses escultures de Sant Marcelino Champagnat, per als col·legis dels Maristes de Catalunya i València.